# ラリー・クドロー
ラリー・クドロー（Larry Kudlow、1947年8月20日 - ）はアメリカの経済評論家。ドナルド・トランプ政権で国家経済会議(NEC)委員長を務めた。

## 経歴
サプライサイド経済学の信奉者で知られ、経済専門局CNBCで長年コメンテーターを務めてきた。
ドナルド・トランプと親交が深く、2016年アメリカ合衆国大統領選挙の際に最も早くトランプ支持を表明した保守系論者のひとり。
2018年3月、トランプ大統領によりアメリカ合衆国国家経済会議の次期委員長に指名され、同年4月2日に正式に就任した。同年5月3日、スティーブン・ムニューシン財務長官、ウィルバー・ロス商務長官、ロバート・ライトハイザー通商代表、ピーター・ナヴァロ通商製造業政策局局長らとともに北京を訪問して中国の劉鶴国務院副総理らと通商協議を行い、17日からワシントンDCで開催された第2回の通商協議にも出席した。

## その他
2011年3月11日、東日本大震災発生直後のマーケット情報を伝える生放送で「経済へのダメージよりも、日本の大震災の犠牲者の数のほうが、はるかにひどいことになっているようで、これについては、ありがたいとしか言いようがないわけですね。」と発言し批判を浴びた。